# Saint-Clar
Saint-Clar (em gascão: Sent Clar) é uma povoação e comuna francesa, situada na região administrativa de Occitânia, departamento de Gers, no distrito de Condom e cantão de Saint-Clar. Em 2010 a comuna tinha 274 habitantes (densidade: 15,3 hab./km²).

## Demografia
| Evolução demográfica de Saint-Clar | Evolução demográfica de Saint-Clar | Evolução demográfica de Saint-Clar | Evolução demográfica de Saint-Clar | Evolução demográfica de Saint-Clar | Evolução demográfica de Saint-Clar |
| ---------------------------------- | ---------------------------------- | ---------------------------------- | ---------------------------------- | ---------------------------------- | ---------------------------------- |
| 1962                               | 1968                               | 1975                               | 1982                               | 1990                               | 1999                               |
| 1030                               | 1033                               | 987                                | 972                                | 879                                | 868                                |